# Подсочка

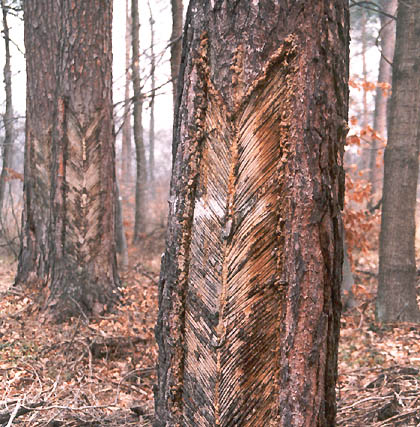
Подсочка сосны

Подсо́чка — периодическое нанесение специальных резов на ствол дерева в период его вегетации с целью получения продуктов жизнедеятельности растения, таких как живицы хвойных пород; латекса тропических каучуконосов; сахаристых соков берёзы и клёна; камеди и др.

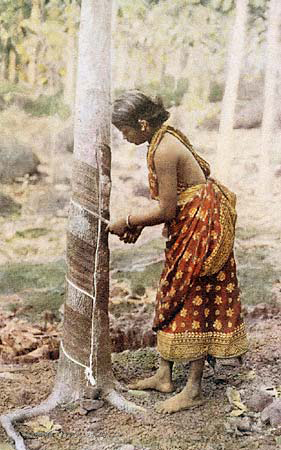
Подсочка гевеи

## Виды подсочки
- обычная[1]
- химическая
  - с применением серной кислоты[1]
  - с применением сульфитно-бардяных концентратов[1]
  - с применением кормовых дрожжей[1]
  - с применением хлорной извести
  - с применением сернокислотной пасты
  - с применением полимерных паст

## Сроки и периодичность подсочки
Подсочка может быть:
- краткосрочной — до 5 лет,
- долгосрочной — более 5 лет,
- длительной — предполагается повторное использование с обновлением заросших карр.

## Подсочка для получения живицы
Для получения живицы подсачивают главным образом сосну, гораздо реже другие хвойные породы (ель, лиственницу, пихту). Подсочку для получения живицы производят за несколько лет до рубки древостоя. Дереву наносится рана — карра, специальным инструментом — хаком.

### Доиндустриальное получение живицы
Получение живицы с растущих деревьев — древний вид лесопользования. Подсочка хвойных деревьев ведётся с IV века нашей эры.
В начале XVII века древесная смола становится важным продуктом международной торговли.

## Подсочка для получения сахаристых соков
Для получения сахаристых соков производится подсочка берёзы, клёна. При этом в стволе проделывают отверстия с уклоном, на 3—4 см вглубь дерева. В них вставляют деревянные желобки, по которым сок стекает в ёмкости.

## География подсочки
Применяется на Шри-Ланке для добывания сока пальм ради последующего изготовления алкогольных напитков.